# 박종아
박종아(朴鐘娥, 1996년 6월 13일~)는 대한민국의 아이스하키 선수이며 포지션은 공격수이다. 국제 대회에 대한민국 여자 대표팀의 일원으로 활동하고 있으며, 현재 대표팀 최다 골과 득점 기록을 보유하고 있다. 평창에서 열린 2018년 동계 올림픽에서 단일팀 주장을 맡았다. 
언니인 박종주도 아이스하키 국가대표 선수로 활동했다.

## 국가대표팀 경력
- 2017년 동계 아시안 게임
- 2018년 동계 올림픽